# سد فرخد
سد فرخد {{ازبکی|Farkhad Dam) یک نیروگاه برقابی و سد در ازبکستان است که در ناحیه اسپیتمن واقع شده‌است.